# Pál Berendi
Pál Berendi, né le 30 novembre 1932 à Budapest (Hongrie) et mort le 4 septembre 2019, est un joueur de football international hongrois qui évoluait au poste de milieu de terrain, avant de devenir ensuite entraîneur.

## Biographie

### Carrière de joueur

#### Carrière en club
Avec le club du Vasas SC, Pál Berendi remporte cinq championnats de Hongrie et cinq Coupes Mitropa.
Il joue un total de 22 matchs en Coupe d'Europe des clubs champions avec cette équipe. Il atteint les demi-finales de cette compétition en 1958, en étant éliminé par le Real Madrid. Le 3 octobre 1957, il inscrit un but face au CSKA Sofia comptant pour le premier tour de cette compétition.

#### Carrière en sélection
Avec l'équipe de Hongrie, Pál Berendi joue 18 matchs (pour aucun but inscrit) entre 1956 et 1960. 
Il joue son premier match en équipe nationale le 29 avril 1956 contre la Yougoslavie et son dernier le 30 octobre 1960 contre la Belgique.
Il figure dans le groupe des sélectionnés lors de la Coupe du monde de 1958. Lors du mondial organisé en Suède, il dispute deux matchs : contre le pays de Galles puis contre le pays organisateur.

## Palmarès
Vasas SC
| - Championnat de Hongrie (5) : - Champion : 1957, 1960-61, 1961-62, 1965 et 1966. - Coupe de Hongrie (1) : - Vainqueur : 1954-55. |  | - Coupe Mitropa (5) : - Vainqueur : 1956, 1957, 1960, 1962, 1965. - Finaliste : 1963. |